# Sony Ericsson V630

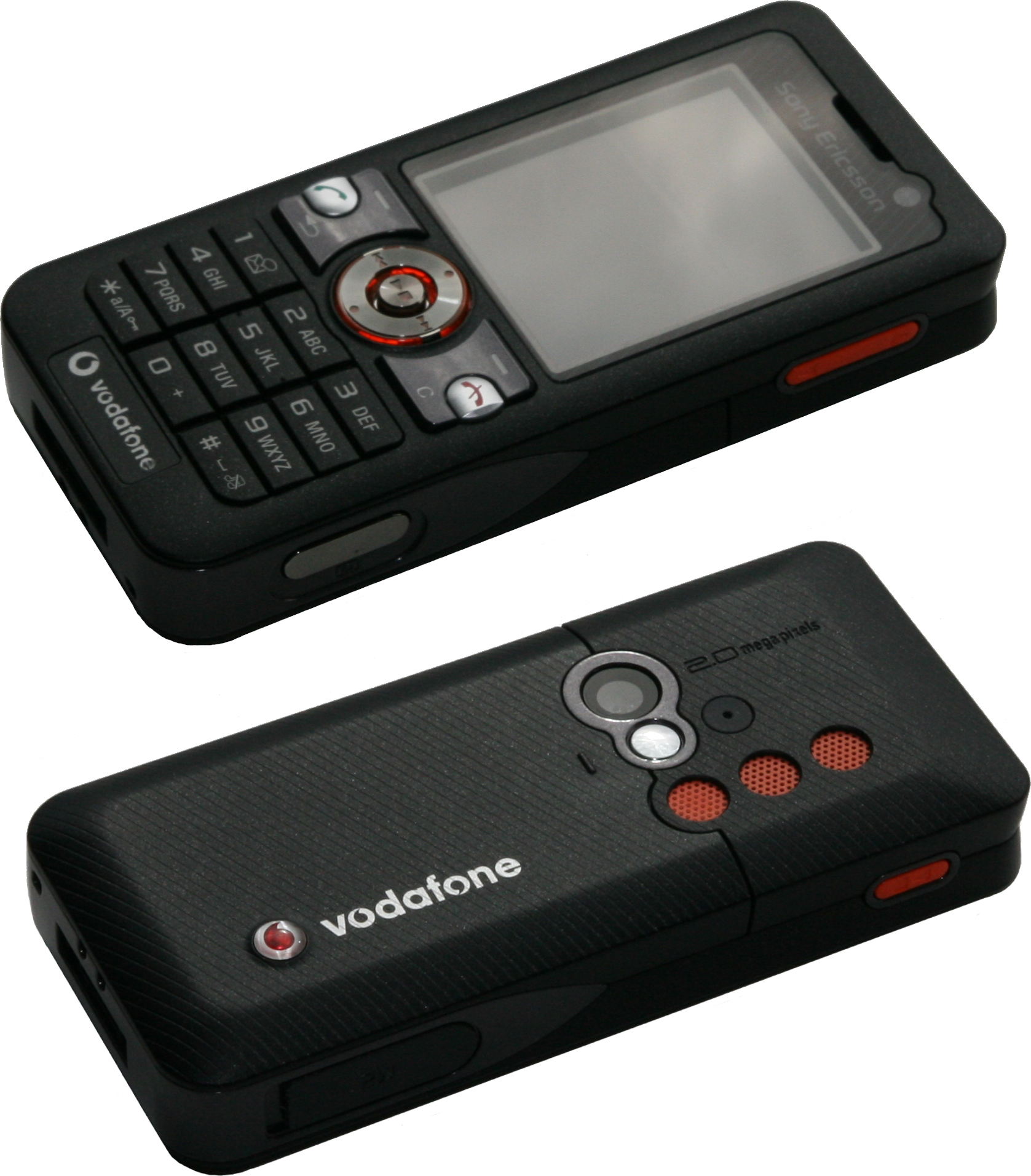
V630

A Sony Ericsson V630 egy hagyományos kialakítású, kifejezetten a Vodafone számára készített multimédiás mobiltelefon. 2006-ban adták ki, azóta nagy számban fogyott. A magyarországi Vodafone képviseleteknél már nem kapható.

## Tulajdonságok
Méretek: 102 x 45 x 17 mm
Tömeg: 89 g
Hálózat: GSM 900/1800/1900/2100
Generáció: 3G
WLAN (Wi-Fi): nincs
Készenléti ideje (3G): max. 400 óra
Beszélgetési ideje (3G): 7 óra
Kijelző: 176x220 pixel felbontású, 262'000 színű TFT kijelző
Belső memória/bővíthetőség: 16 MB / van Memory Stick Micro (M2) memóriakártyával max 8 GB-ig
Kamera: 2 MP (1600x1200 px legnagyobb felbontás)
Videófelvétel: 176x144 (QCIF) felbontás, 3GP formátum
Videólejátszás: max. 176x144 (QCIF) felbontású 3GP vagy MPEG-4 videó
Zenei formátumok: MP3, MP4, WMA, AAC, AAC+, WAV, MID, M4A
Rádió: nincs
Java támogatás: van